# Zoltán Tibor Balogh
Zoltán Tibor Balogh, genannt Zoli, (* 7. Dezember 1953 in Debrecen; † 19. Juni 2002 in Oxford (Ohio)) war ein ungarisch-US-amerikanischer Mathematiker, der sich mit allgemeiner Topologie befasste.
Er war der Sohn des Mathematikprofessors Tibor Balogh an der Lajos-Kossuth-Universität in Debrecen. Seine Mutter war Chemikerin und ebenfalls Professorin an der Universität. 1972 begann er sein Mathematikstudium in Debrecen mit dem Diplom-Abschluss 1977, wobei er sich in Topologie spezialisierte und 1976 seine erste Arbeit veröffentlichte. 1977 erhielt er den Kato-Renyi-Preis der Janos-Bolyai-Gesellschaft und 1979 den Geza-Grünwald-Preis. Er forschte weiter an der Kossuth-Universität und wurde 1980 promoviert. 1984 war er Gastprofessor an der University of Toronto und 1985 an der Texas Tech University. 1986 bis 1988 war er wieder in Debrecen als Assistenzprofessor und 1989 habilitierte er sich bei der Ungarischen Akademie der Wissenschaften. 1988 war er Gastprofessor an der University of Miami und 1989 an der University of Wisconsin. 1990 wurde er Associate Professor an der University of Miami mit einer vollen Professur ab 1994. Er litt schon früh an Herzproblemen, hatte mit 31 Jahren einen Herzanfall und 1999 einen Schlaganfall und starb mit nur 48 Jahren.
Er löste einige wichtige offene Probleme, so 1989 das Moore-Mrowka-Problem, die Moore-Vermutung im Fall lokal kompakter Räume 1991, er konstruierte 1996 einen neuen Dowker-Raum (zuerst von Mary Ellen Rudin 1971 konstruiert) und löste 1998 das Problem von Keio Nagami. 2001 setzte er den Schlussstein in der affirmativen Lösung der Morita-Vermutung von Kiiti Morita, wobei er nur von ZFC ausging (Rudin und Mitarbeiter konnten den zweiten, wesentlichen Teil der Vermutung zuvor nur unter Zusatzannahmen beweisen).
Er ist nicht mit dem aus Rumänien stammenden Mathematikprofessor in Bern Zoltan M. Balogh zu verwechseln.